# Накуралеші
Накуралеші (груз. ნაკურალეში) — село в Грузії.
За даними перепису населення 2014 року в селі проживає 39 осіб.